# Prix Hannes-Alfvén
Le prix Hannes-Alfvén est un prix créé en 2000 par la division physique des plasmas de la Société européenne de physique (European Physical Society, EPS). Le prix est décerné chaque année par la Société européenne de physique à la Conférence EPS sur la physique des plasmas pour récompenser des travaux exceptionnels dans le domaine de la physique des plasmas : « pour les réalisations qui ont façonné la physique des plasmas ou qui devraient le faire à l'avenir ».
Il porte le nom du physicien suédois Hannes Alfvén.

## Liste des bénéficiaires
Source : Division de physique des plasmas de la Société européenne de physique
- 2000 : Radu Bălescu
- 2001 : Vitaly Shafranov
- 2002 : Marshall Rosenbluth
- 2003 : Vladimir Evgenievitch Fortov
- 2004 : John William Connor (de), Robert James Hastie (de), JB Taylor
- 2005 : Malcolm Haines (de), Thomas W. L. Sanford (de), Valentin Smirnov
- 2006 : Paul-Henri Rebut
- 2007 : Friedrich Wagner (physicien) (de)
- 2008 : Liu Chen
- 2009 : Jürgen Meyer-ter-Vehn (de)
- 2010 : Allen Boozer, Jürgen Nührenberg (de)
- 2011 : Patrick H. Diamond (de), Akira Hasegawa (de), Kunioki Mima (de)
- 2012 : Eugene N. Parker
- 2013 : Miklos Porkolab du MIT
- 2014 : Patrick Mora de l'École polytechnique[2],[3]
- 2015 : Nathaniel Fisch (de) du Laboratoire de physique des plasmas de Princeton[4],[5]
- 2016 : Sergei Bulanov (physicien) (de) (Institut national des sciences et technologies quantiques et radiologiques, Japon, et Institut de physique générale AM Prokhorov de l'Académie des sciences de Russie, Russie) et Hartmut Zohm (Institut Max Planck de physique du plasma, Allemagne)
- 2017 : Ksenia Aleksandrovna Razumova (en) (Institut Kourtchatov)
- 2018 : Tony Bell (physicien) (Université d'Oxford)[6]
- 2019 : Victor Malka (LOA, France, and Weizmann Institute of Science, Israel) et Toshiki Tajima (University of California, Irvine, USA)

## Voir également
- Liste des prix, médailles et récompenses
- Liste de prix nommés d'après des personnes
- Liste de prix de physique